# Campeonato Mundial de Remo de 1996
El XXVI Campeonato Mundial de Remo se celebró en Motherwell (Reino Unido) entre el 7 y el 11 de agosto de 1996 bajo la organización de la Federación Internacional de Sociedades de Remo (FISA) y la Federación Británica de Remo.
Las competiciones se realizaron en el canal de remo del parque Strathclyde, ubicado al oeste de la ciudad escocesa. Sólo se compitió en las categorías no olímpicas.

## Medallistas

### Masculino
| Evento                       | Oro | Plata | Bronce |
| ---------------------------- | --- | --- | --- |
| Dos con timonel M2+          | Yannick Schulte Luc Prévot Christophe Tellier (t) Francia                                                                                               | Dimitrie Popescu · Nicolae Țaga · Dumitru Răducanu (t) · Rumania ·                                                                                           | Remco Schnieders · Leofwin Visman · Chun Wei Cheung (t) · Países Bajos ·                                                                                      |
| Cuatro con timonel M4+       | Claudiu Marin · Dorin Alupei · Viorel Talapan · Iulică Ruican · Dumitru Răducanu (t) · Rumania ·                                                        | Pavel Malinský · Michal Dalecký · Lubomír Skalický · Dušan Businský · Oldřich Hejdušek (t) · República Checa ·                                               | Yevgueni Ovcharov · Guennadi Mulitsa · Vladimir Andreyev · Alexandr Litvinchev · Alexei Mitiyenko (t) · Rusia ·                                               |
| Scull individual ligero LM1X | Karsten Nielsen Dinamarca | Tomáš Kacovský · República Checa · | Heikki Haavikko · Finlandia · |
| Cuatro scull ligero LM4X     | Franco Sancassani · Lorenzo Bertini · Massimo Guglielmi · Paolo Pittino · Italia ·                                                                      | Alexander Lutz · Frank Mager · Oliver Ibielski · Andreas Lutz · Alemania ·                                                                                   | Thierry Richard Frédéric Ceresoli Frédéric Dufour Pascal Touron Francia                                                                                       |
| Dos sin timonel ligero LM2-  | Bo Helleberg Thomas Ebert Dinamarca | Neville Maxwell Anthony O'Connor Irlanda | Oliver Rau · Tobias Müller · Alemania · |
| Ocho con timonel ligero LM8+ | Andreas Bech · Matthias Edeler · Dirk Jenny · Stefan Locher · Marcus Mielke · Teja Töpfer · Vladimir Vukelic · Uwe Maerz · Klaus Klotz (t) · Alemania · | Jens Christensen Thomas Croft Wilhelm Drewel Jorn Hamdorf Morten Hansen Skov Søren Henrichsen Jeppe Jensen Kollat Michael Jensen Dennis Larsen (t) Dinamarca | Jonathan Beare · Ross Beattie · Chris Davidson · Len Diplock · Graham McLaren · Ben Storey · Bryan Thompson · Edward Winchester · Chris Taylor (t) · Canadá · |

### Femenino
| Evento                         | Oro                                                               | Plata                                                                         | Bronce                                                               |
| ------------------------------ | ----------------------------------------------------------------- | ----------------------------------------------------------------------------- | -------------------------------------------------------------------- |
| Cuatro sin timonel W4-         | Emily Dirksen Sara Field Amy Turner Rosana Zegarra Estados Unidos | Liliana Gafencu · Elisabeta Lipă · Marioara Popescu · Doina Ignat · Rumania · | Lenka Wech · Gerte John · Doreen Martin · Claudia Barth · Alemania · |
| Scull individual ligero LW1X   | Constanța Burcică · Rumania ·                                     | Bénédicte Luzuy Francia                                                       | Sarah Garner Estados Unidos                                          |
| Dos sin timonel ligero LW2-    | Christine Smith Ellen Minzner Estados Unidos                      | Jane Hall Alison Brownless Reino Unido                                        | Maria Sava · Camelia Macoviciuc · Rumania ·                          |
| Cuatro sin timonel ligero LW4- | Zhong Aifang Liu Bili Liu Meiling Wang Fang China                 | Malindi Myers Patricia Corless Robyn Morris Jo Nitsch Reino Unido             | Whitney Post Julie McCleery Kari Green Sarah Simmons Estados Unidos  |

## Medallero
| Núm. | País            | Oro | Plata | Bronce | Total |
| ---- | --------------- | --- | ----- | ------ | ----- |
| 1    | Rumania         | 2   | 2     | 1      | 5     |
| 2    | Dinamarca       | 2   | 1     | 0      | 3     |
| 3    | Estados Unidos  | 2   | 0     | 2      | 4     |
| 4    | Alemania        | 1   | 1     | 2      | 4     |
| 5    | Francia         | 1   | 1     | 1      | 3     |
| 6    | China           | 1   | 0     | 0      | 1     |
| 7    | Italia          | 1   | 0     | 0      | 1     |
| 8    | Reino Unido     | 0   | 2     | 0      | 2     |
| 8    | República Checa | 0   | 2     | 0      | 2     |
| 10   | Irlanda         | 0   | 1     | 0      | 1     |
| 11   | Canadá          | 0   | 0     | 1      | 1     |
| 11   | Finlandia       | 0   | 0     | 1      | 1     |
| 11   | Países Bajos    | 0   | 0     | 1      | 1     |
| 11   | Rusia           | 0   | 0     | 1      | 1     |
|      | TOTAL           | 10  | 10    | 10     | 30    |